# Phobolosia medialis
Phobolosia medialis là một loài bướm đêm trong họ Erebidae.